# Trausella
Trausella é uma comuna italiana da região do Piemonte, província de Turim, com cerca de 139 habitantes. Estende-se por uma área de 12 km², tendo uma densidade populacional de 12 hab/km². Faz fronteira com Donnas (AO), Quincinetto, Traversella, Brosso, Meugliano, Castellamonte, Alice Superiore, Rueglio, Vico Canavese, Castelnuovo Nigra.

## Demografia
| Variação demográfica do município entre 1861 e 2011                               |
|                                                                                   |
| Fonte: Istituto Nazionale di Statistica (ISTAT) - Elaboração gráfica da Wikipedia |